# Elymus yangiae
Elymus yangiae är en gräsart som beskrevs av B.Rong Lu. Elymus yangiae ingår i släktet elmar, och familjen gräs.
Artens utbredningsområde är Tibet. Inga underarter finns listade i Catalogue of Life.